# Богданув (Лодзинське воєводство)
Богданув (пол. Bogdanów) — село в Польщі, у гміні Воля-Кшиштопорська Пйотрковського повіту Лодзинського воєводства. Населення — 256 осіб (2011).

## Демографія
Демографічна структура станом на 31 березня 2011 року:
|          | Загалом | Допрацездатний вік | Працездатний вік | Постпрацездатний вік |
| -------- | ------- | ------------------ | ---------------- | -------------------- |
| Чоловіки | 129     | 21                 | 97               | 11                   |
| Жінки    | 127     | 24                 | 66               | 37                   |
| Разом    | 256     | 45                 | 163              | 48                   |